# Câmara Municipal de Maastricht
O Stadhuis é a histórica câmara municipal no centro da cidade de Maastricht, Holanda. Está situado na praça Markt, um mercado ao ar livre. O edifício foi projetado pelo arquiteto e pintor holandês da Idade do Ouro Pieter Post no século XVII, no estilo do classicismo holandês. O interior é ainda, em grande parte, do século XVlll.

## História

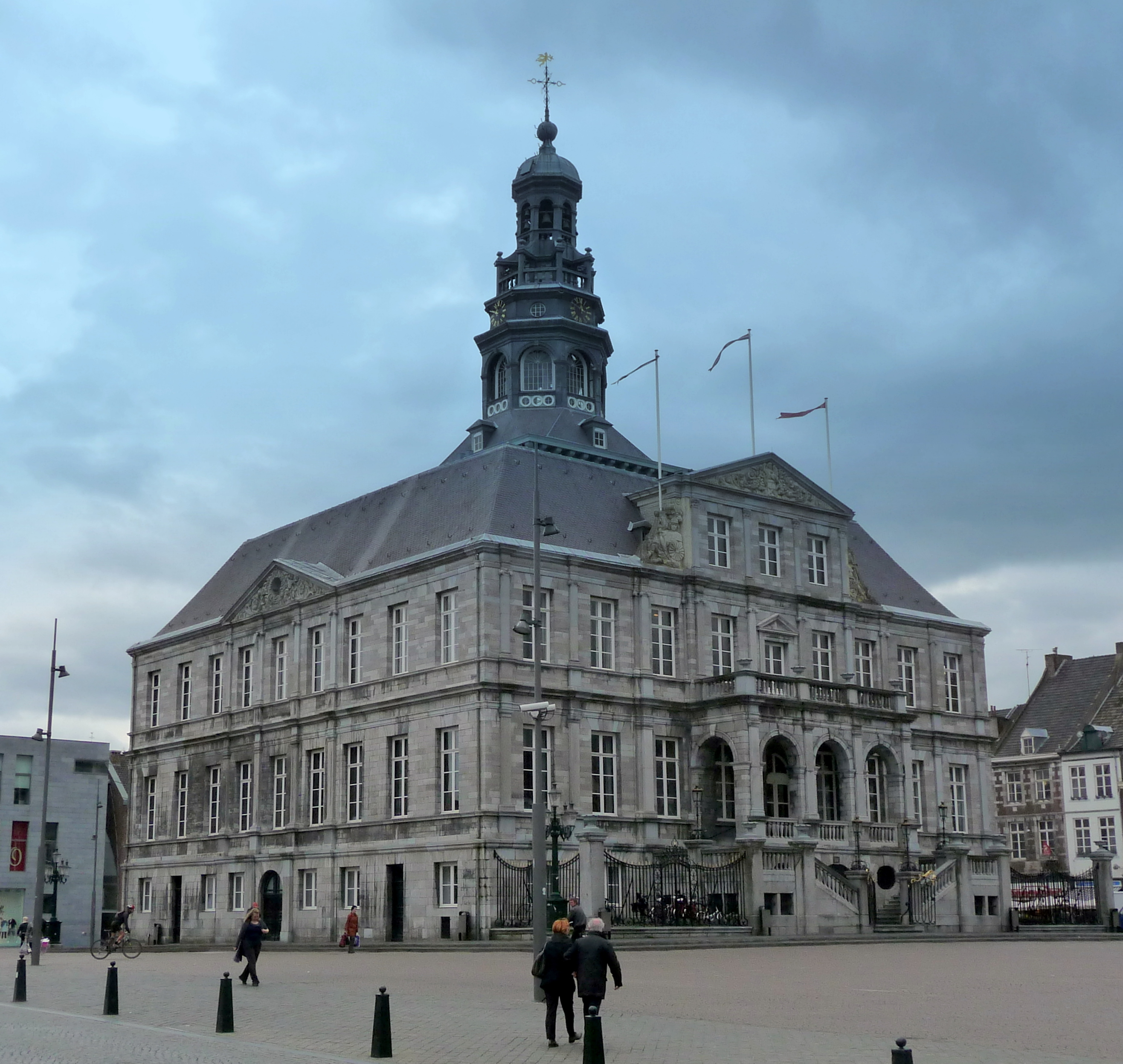
A câmara municipal de Maastricht em 2011

Antes da construção da câmara municipal, o conselho municipal de Maastricht reunia-se em dois outros edifícios na antiga Sint-Jorisstraat (atualmente Grote Staat). O superior judiciário municipal ficava no vizinho Dinghuis no final da Kleine Staat. Em raras ocasiões, o prédio do mercado no Markt era utilizado pela câmara municipal.
Devido ao Duplo Senhorio de Maastricht, o governo e a jurisdição da cidade eram uma questão tanto do Ducado de Brabante como do Príncipe-Bispado de Liège pelo menos desde o século XIII. A partir do Cerco de Maastricht por Frederico Henrique, Príncipe de Orange em 1632, os Estados Gerais dos Países Baixos (1464–1796) assumiram o poder no Ducado de Brabante.